# فوزية الصالح
فوزية سعيد عبد الله الصالح سياسية بحرينية.

## السيرة
ولدت الصالح في العاصمة المنامة. حصلت على بكالوريوس في الكيمياء عام 1973 من الجامعة اللبنانية الأمريكية وماجستير الكيمياء العضوية عام 1978 من جامعة مانشستر بالمملكة المتحدة ودكتوراه الكيمياء العضوية عام 1984 من جامعة لندن بالمملكة المتحدة. عملت محاضرة في المعهد العالي للمعلمات من عام 1973. في عام 1984 انتقلت للعمل أستاذ مساعد في الكيمياء العضوية بجامعة البحرين وفي عام 1995 ترقت إلى أستاذ مشارك. تقرر تعيينها مديرة لمشروع كلية البنات في جامعة البحرين عام 2001. تم تعيينها عضوة في مجلس الشورى من 2002 إلى 2010.